# Фіалка персиколиста
Фіалка персиколиста, фіалка ставкова або фіялка персиколиста (Viola persicifolia) — вид трав'янистих рослин родини фіалкові (Violaceae), поширений у більшій частині Європи й у Західному Сибіру.

## Опис

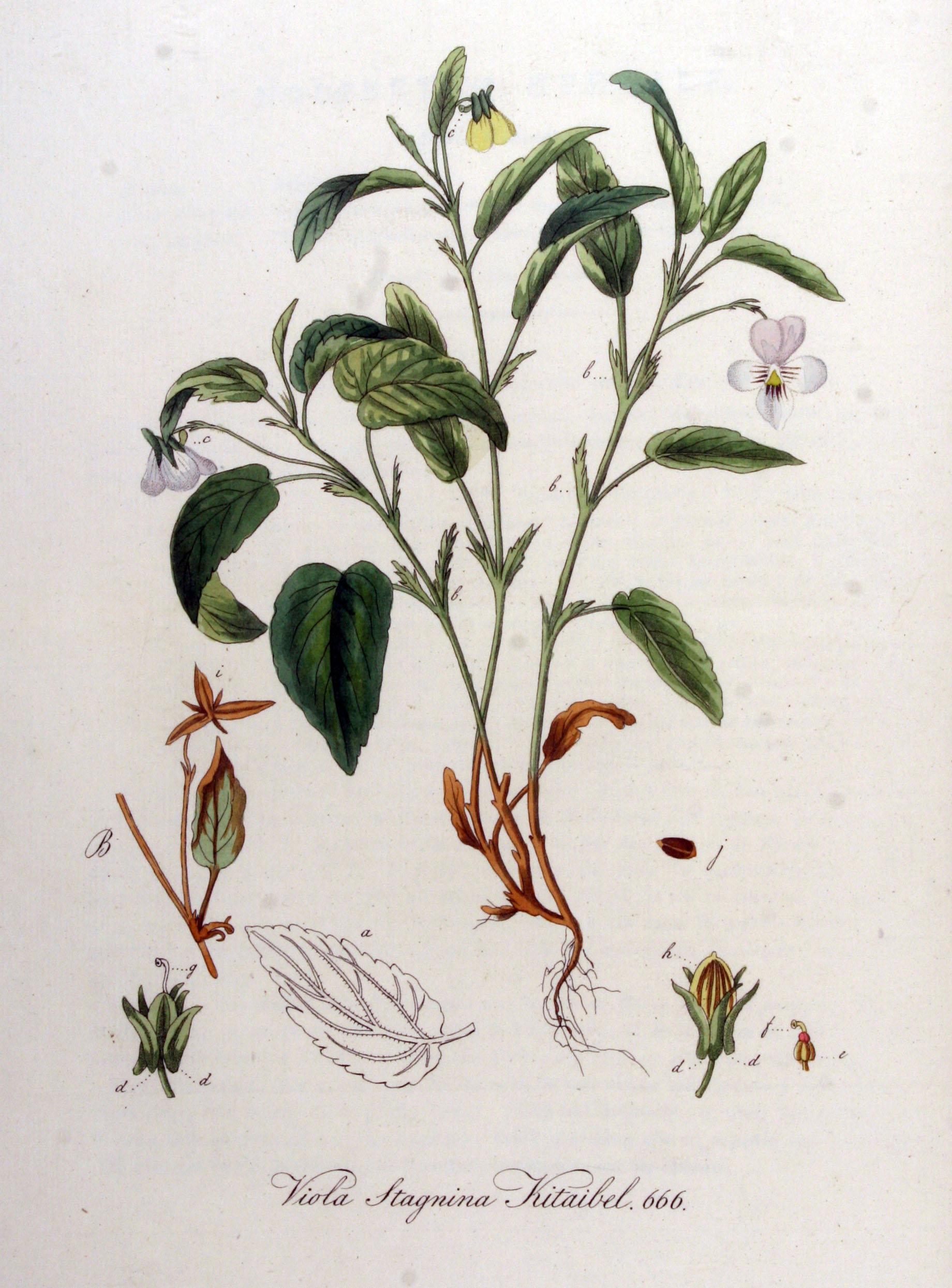

Багаторічна рослина 10–30 см заввишки. Прилистки середніх стеблових листків коротше черешків, а верхніх — майже рівні черешкам. Листки видовжено-ланцетні, майже голі або знизу по жилах запушені короткими щетинками. Квітки блідо-лілові, 9–17 мм в діаметрі.

## Поширення
Європа: Білорусь, Болгарія, Естонія, Латвія, Литва, Молдова, Росія, Україна, Австрія, Бельгія, Чехія, Словаччина, Німеччина, Угорщина, Люксембург, Нідерланди, Польща, Швейцарія, Данія, Фінляндія, Ірландія, Норвегія, Велика Британія, Словенія, Сербія, Боснія-Герцеговина, Італія, Румунія, Франція, Іспанія; Азія: Західний Сибір.
В Україні зростає на вологих луках, узліссях — в Закарпатті, Карпатах, Поліссі та Лісостепу. Входить у переліки видів, які перебувають під загрозою зникнення на територіях Дніпропетровської, Житомирської, Київської, Львівської областей і м. Києва.